# Hussein Rashid al-Tikriti
Hussein Rashid Mohammed al-Tikriti (ancien: حسين رشيد محمد التكريتي) était un ancien commandant militaire irakien, qui était auparavant secrétaire général du commandement général des Forces armées irakiennes. Après l'invasion de l'Irak en 2003. Rashid était l'un des accusés du tribunal spécial irakien pour crimes de guerre. Rashid faisait partie des personnes accusées de crimes de guerre par le Tribunal spécial irakien. Plus précisément, Rashid a été inculpé de crimes contre l'humanité liés à de possibles crimes de guerre commis contre le groupe ethnique kurde au cours de la campagne Al-Anfal en 1988.
Al-Tikriti, qui a été condamné à mort pour avoir participé à la répression du soulèvement de 1991, a participé à plusieurs batailles de l'armée irakienne en Palestine en 1967 et en 1973. Son rôle dans la guerre entre l'Irak et l'Iran était également évident. Il fut le premier à établir la garde républicaine irakienne sous Saddam Hussein après l'appel du commandement des forces des chevaliers.

Le procès a débuté le 21 août 2006 et s'est achevé le 24 juin 2007 et Rashid, ainsi que plusieurs autres, ont été reconnus coupables et condamnés à mort pour crimes contre l'humanité. Rashid a été condamné à trois peines de la mort.
Le 2 décembre 2008, Rashid a été condamné à la prison à vie pour son rôle dans le soulèvement de 1991 en Irak.